# Melanargia pedemontii
Melanargia pedemontii är en fjärilsart som beskrevs av Ruggero Verity 1927. Melanargia pedemontii ingår i släktet Melanargia och familjen praktfjärilar. Inga underarter finns listade i Catalogue of Life.